# 쿠빌라이 (사구)
쿠빌라이(몽골어: ᠬᠤᠪᠢᠯᠠᠢ Qubilai, 생년 미상 ~ 1211년)는 몽골 제국의 장수로 칭기즈칸의 사구 또는 선봉 사용 중 한명이다. 원 세조 쿠빌라이 칸과는 동명이인이다. 쿠빌라이 노얀으로도 부른다.

## 생애
칭기즈칸이 자무카와 결별하자, 1189년에 형제 쿠르토사와 같이 칭기즈칸에게 귀순했으며 타타르 토벌, 코이덴 전투, 나이만족과의 전투, 서하 정벌에 참여하여 큰 공을 세웠다.
중국의 사서에서는, 칭기즈칸의 손자이며 후일 카안이 된 쿠빌라이 칸과 그를 구별하고자, 그를 홀필내(忽必來) 또는 호필내(虎必來)라는 이름으로 기록하였다.

## 같이 보기
- 사준사구
- 보로클
- 보오르추
- 무칼리
- 제베
- 수부타이
- 젤메
- 치라운